# 林思铭
林思銘（1966年3月16日—）中華民國政治人物、律師，中國國民黨籍，新竹縣竹東鎮客家人。現任立法委員，曾任中國國民黨立法院黨團書記長、首席副書記長、新竹縣議會議員。
畢業於東吳大學法律學系、中國文化大學法律學碩士，曾擔任明典法律事務所主持律師，立委任內獲公民監督國會聯盟評鑑為「優秀立委」。

## 從政
2019年參加國民黨黨內初選勝出，獲得提名參選新竹縣第二選舉區立法委員。
2024年，出任中國國民黨立法院黨團首席副書記長、書記長。

## 政策及立場
- 同性婚姻：2020立委競選期間，林思銘曾經簽署下一代幸福聯盟的「愛家政見同意書」[8]。不過，後續同黨立委鄭麗文提案同性共同收養法案時，林思銘也有連署[9][10][11][12]。

- 核電延役：2024年4月立法院國民黨團記者會上，主張對核電延役修法，包含已停機的核二1號、2號機組和核三廠未來要停機的機組，希望趕快修正法條，讓未來運轉能夠在安全無虞的條件下，能夠經過審核，繼續運轉、恢復運轉。[13]

## 爭議

### 大量交通違規且長期欠稅
2025年1月，林思銘被四叉貓指控交通違規300次，且積欠9年稅金未繳。林思銘在臉書回應，欠繳燃料稅的是前助理，他從沒收過催繳通知書，是被造謠。對此，四叉貓透過直播表示，車子是登記在林思銘名下，林思銘是在消息曝光後，才進行繳款。

### 疑似無照駕駛
2025年4月，時代力量發言人鄭宇焱表示，林思銘曾因違反交通規則被開罰300次，且曾在駕照被吊扣期間，因交通違規被開罰，質疑林思銘涉嫌無照駕駛。林思銘則以書面回應，如果有違規事證，就請主管機關依法處理，並質疑自己的個資遭竊用於查詢相關情形。

## 選舉紀錄
| 年度 | 選舉屆數               | 選舉區           | 所屬政黨   | 得票數 | 得票率 | 當選標記 | 備註 |
| ---- | ---------------------- | ---------------- | ---------- | ------ | ------ | -------- | ---- |
| 2002 | 第十五屆新竹縣議員選舉 | 新竹縣第八選舉區 | 無黨籍     | 3,039  | 7.66%  |          |      |
| 2005 | 第十六屆新竹縣議員選舉 | 新竹縣第八選舉區 | 無黨籍     | 3,985  | 7.98%  |          |      |
| 2009 | 第十七屆新竹縣議員選舉 | 新竹縣第八選舉區 | 中國國民黨 | 6,094  | 13.93% |          |      |
| 2014 | 第十八屆新竹縣議員選舉 | 新竹縣第八選舉區 | 中國國民黨 | 5,667  | 12.83% |          |      |
| 2018 | 第十九屆新竹縣議員選舉 | 新竹縣第八選舉區 | 中國國民黨 | 4,923  | 10.93% |          |      |
| 2020 | 第十屆立法委員選舉     | 新竹縣第二選舉區 | 中國國民黨 | 58,575 | 36.17% |          |      |
| 2024 | 第十一屆立法委員選舉   | 新竹縣第二選舉區 | 中國國民黨 | 76,608 | 44.82% |          |      |

## 外部連結
- 林思铭的Facebook專頁
- 立法委員 林思銘的Facebook專頁
- YouTube上的林思铭頻道
- YouTube上的立法委員-林思銘頻道